# Mario Tennis (Game Boy Color)
Mario Tennis (Japans: マリオテニスGB; Mario Tennis GB) is een computerspel dat werd ontwikkeld door Camelot Software Planning en uitgegeven door Nintendo. Het spel kwam op 2 februari 2001 in Europa uit voor de Game Boy Color. Het spel is een sportspel waarbij de speler tennis kan spelen. Het speelveld wordt met bovenaanzicht getoond. Het speelveld wordt met bovenaanzicht getoond. Er zijn verschillende soorten spelfiguren in het spel waaronder Luigi, Baby Mario en Donkey Kong. Het spel kan ook met twee spelers via een linkkabel gespeeld worden.

## Ontvangst
| Beoordeeld door                      | Jaar | Platform       | Score |
| ------------------------------------ | ---- | -------------- | ----- |
| Pocket Magazine / Pockett Videogames | 2001 | Game Boy Color | 100%  |
| UOL Jogos                            | 2001 | Game Boy Color | 100%  |
| Portable Review                      | 2005 | Game Boy Color | 98%   |
| Gaming Target                        | 2001 | Game Boy Color | 98%   |
| Nintendo Land                        | 2003 | Game Boy Color | 92%   |
| Super Play                           | 2001 | Game Boy Color | 90%   |
| Power Unlimited                      | 2001 | Game Boy Color | 85%   |
| Jeuxvideo.com                        | 2001 | Game Boy Color | 85%   |
| All Game Guide                       | 2000 | Game Boy Color | 80%   |
| Gamekult                             | 2001 | Game Boy Color | 60%   |

Mario's Tennis · 
Mario Tennis (Nintendo 64) · 
Mario Tennis (Game Boy Color) · 
Mario Power Tennis (Nintendo GameCube) · 
Mario Power Tennis (Game Boy Advance) ·
Mario Tennis Open ·
Mario Tennis: Ultra Smash ·
Mario Tennis Aces